# Pachycondyla striatula
Pachycondyla striatula är en myrart som beskrevs av Vladimir Aphanasjevich Karavaiev 1935. Pachycondyla striatula ingår i släktet Pachycondyla och familjen myror. Inga underarter finns listade i Catalogue of Life.